# Belgischer Kurier

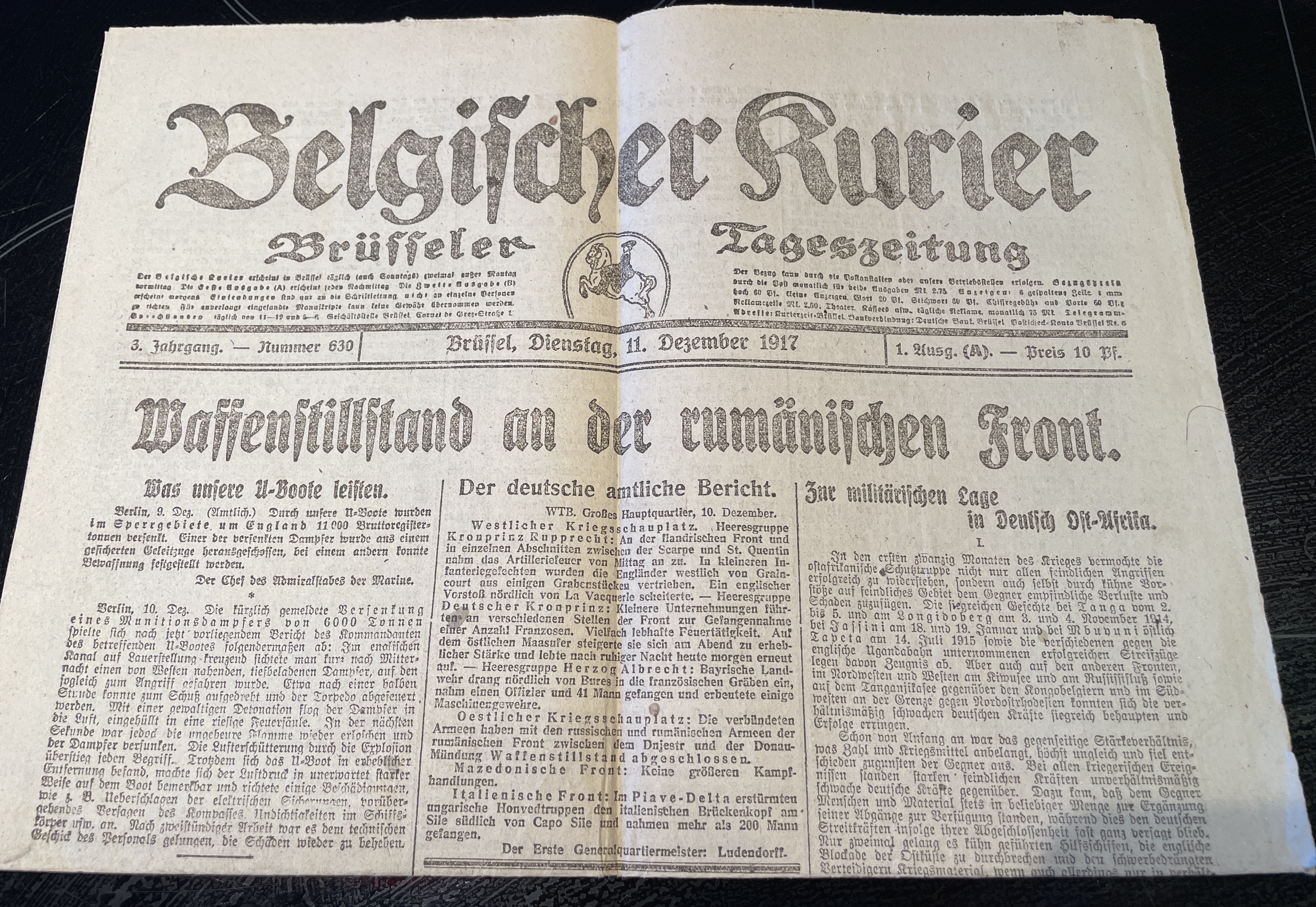

De Belgischer Kurier was een Duitstalig dagblad dat tijdens de Eerste Wereldoorlog verscheen in bezet België. De krant werd van 1915 tot 1918 in Brussel uitgegeven door de Duitse bezetter en was de enige Duitstalige krant in de stad. Vanaf 1916 tot het eind van de oorlog was schrijver en journalist Edgar von Schmidt-Pauli hoofdredacteur.